# Серже
Серже (фр. Sergey) — громада  в Швейцарії в кантоні Во, округ Юра-Нор-Водуа.

## Географія
Громада розташована на відстані близько 80 км на захід від Берна, 27 км на північний захід від Лозанни.
Серже має площу 1,5 км², з яких на 14,2% дозволяється будівництво (житлове та будівництво доріг), 66,2% використовуються в сільськогосподарських цілях, 19,6% зайнято лісами, 0% не є продуктивними (річки, льодовики або гори).

## Демографія
2019 року в громаді мешкало 145 осіб (+0,7% порівняно з 2010 роком), іноземців було 9,7%. Густота населення становила 99 осіб/км².
За віковим діапазоном населення розподілялося таким чином: 25,5% — особи молодші 20 років, 63,4% — особи у віці 20—64 років, 11% — особи у віці 65 років та старші. Було 55 помешкань (у середньому 2,6 особи в помешканні).
Із загальної кількості 33 працюючих 8 було зайнятих в первинному секторі, 5 — в обробній промисловості, 20 — в галузі послуг.